# Szeiun-díj
A Szeiun-díj egy japán sci-fi elismerés. 1970-ben alapították. Jelentése: köd. Névadója az első szakmai tudományos-fantasztikus magazin Japánban, amely 1954-ben jelent meg.

## Győztesek

### Legjobb japán regény
- 1970  Reicsórui Minami e írta: Cucui Jaszutaka
- 1971 Cugu no va Dare ka? írta: Komacu Szakjó
- 1972 Isi no Kecumjaku írta: Hanmura Rjó
- 1973 Kagami no Kuni no Alice írta: Hirosz Tadasi
- 1974 Japan Sinks írta: Komacu Szakjó
- 1975 Ore no Csi va Tanin no Csi írta: Cucui Jaszutaka
- 1976 Nanasze Futatabi írta: Cucui Jaszutaka
- 1977 Szaikoro Tokkótai írta: Kanbe Muszasi
- 1978 Csikjú Szeisin Bunszeki Kiroku / Eld Analusis írta: Jamada Maszaki
- 1979 Sómecu no Kórin írta: Majumara Taku
- 1980 Hószeki Dorobó írta: Jamada Maszaki
- 1981 Kaszeidzsin Sensi írta: Kavamata Csiaki
- 1982 Kirikiri-Dzsin írta: Inou Hiszasi
- 1983 Szajonara Jupiter írta: Komacu Szakjó
- 1984 Teki va Kaizoku / Kaizokuban írta: Kanbajasi Csóhei
- 1985 Szentó Jószei Jukikaze írta: Kanbajasi Csóhei
- 1986 Dirty-Pair no Daigyakuten írta: Takacsiho Haruka
- 1987 Prism írta: Kanbajasi Csóhei
- 1988 Legend of the Galactic Heroes írta: Tanaka Yosiki
- 1989 Baírta:lonia Wave írta: Hori Akira
- 1990 Dzsógen no Cuki vo Taberu Sisi írta: Jumemakura Baku
- 1991 Hybrid Child írta: Óhara Mariko
- 1992 Meruszaszu no Sónen írta: Suga Hiroe
- 1993 Venus City írta: Masaki Goró
- 1994 Ovari naki Szakuteki írta: Tani Kósú
- 1995 Kisin Heidan írta: Jamada Maszaki
- 1996 Hikisio no Toki írta: Majumura Taku
- 1997 Szeikai no Monsou írta: Hirojuki Morioka
- 1998 Teki va Kaizoku / A-kjú no Teki írta: Kanbajasi Csóhei
- 1999 Szuiszei Gari írta: Szaszamoto Jóicsi
- 2000 Good luck, Szentou Jouszei Jukikaze írta: Kanbajasi Csóhei
- 2001 Eien no Mori, Hakubucukan Vakuszei írta: Szuga Hiroe
- 2002 Fuva-fuva no Izumi írta: Nodzsiri Hószuke
- 2003 Usurper of the Sun írta: Nodzsiri Hószuke
- 2004 Dai-Roku Tairiku írta: Ogava Isszui
- 2005 ARIEL írta: Szaszamoto Jóicsi
- 2006 Summer/Time/Traveler írta: Sindzsó Kazuma
- 2007 Nihon csinbocu Dai 2 Bu írta: Komacu Szakjó és Tani Kósú
- 2008 Tosokan Szenszó Series írta: Arikava Hiro
- 2009 Harmónia írta: Itó Szatosi
- 2010 Guin Saga series írta: Kurimoto Kaoru
- 2011 Kdzsonen va ii toszi ni narudarou, írta: Jamamoto Hirosi
- 2012  Tengoku to dzsigoku, írta: Kobajasi Jaszumi
- 2013  Sisa no teikoku, Itó Szatosi és  Endzsó Tó

### Legjobb japán novella
- 1970 ‘‘Furu Neruszon’‘ írta: Cucui Jaszutaka
- 1971 ‘‘Vitamin’‘ írta: Cucui Jaszutaka
- 1972 ‘‘Sirokabe no Modzsi va Júhi ni Haeru’‘ írta: Aramaki Josio
- 1973 ‘‘Keszsó Szeidan’‘ írta: Komacu Szakjó
- 1974 ‘‘Nippon Igai Zenbu Csinbocu’‘ írta: Cucui Jaszutaka
- 1975 ‘‘Kamigari’‘ írta: Masaki Yamada
- 1976 ‘‘Vomisa’‘ írta: Komacu Szakjó
- 1977 ‘‘Metamorphoses Guntó’‘ írta: Cucui Jaszutaka
- 1978 ‘‘Gordian Knot’‘ írta: Komacu Szakjó
- 1979 ‘‘Chikyū wa Plain yogurt’‘ írta: Kadzsio Sindzsi
- 1980 ‘‘Dirty Pair The Dirty Pair's Great Adventures’‘ írta: Takacsiho Haruka
- 1981 ‘‘Green Requiem’‘ írta: Arai Motoko
- 1982 ‘‘Neptune’‘ írta: Arai Motoko
- 1983 ‘‘Kotobazukaisi’‘ írta: Kanbajasi Csóhei
- 1984 ‘‘Super Phoenix’‘ írta: Kanbajasi Csóhei
- 1985 nincs díjazott
- 1986 ‘‘Lemon Pie, Ojasiki Jokocsó Zero Bancsi’‘ írta: Noda Maszahiro
- 1987 ‘‘Martian Railroad *19’‘ írta: Tani Kósú
- 1988 ‘‘Jama no ue no Kókjó-gaku’‘ írta: Nakai Norio
- 1989 ‘‘Kurage no Hi’‘ írta: Kuszakami Dzsin
- 1990 ‘‘Aqua Planet’‘ írta: Óhara Mariko
- 1991 ‘‘Dzsódan no Cuki vo Kurau Inosisi’‘ Jumemakura Baku
- 1992 ‘‘Kjórjú Laurentiis no Gensi’‘ írta: Kadzsio Sindzsi
- 1993 ‘‘Szobakaszu no Figure’‘ írta: Szuga Hiroe
- 1994 ‘‘Kuruguru Cukai’‘ írta: Ócuki Kendzsi
- 1995 ‘‘Nonoko no Fukusú Dzsigudzsigu’‘ írta: Ócuki Kendzsi
- 1996 ‘‘Hitonacu no Keikencai’‘ írta: Hiura Kó
- 1997 ‘‘Diet no Hóteisiki’‘ írta: Kuszakami Dzsin
- 1998 ‘‘Independence Day in Osaka (Ai va Nakutomo Sihonsugi)’‘ írta: Óhara Mariko
- 1999 ‘‘Joake no Terrorist’‘ írta: Hirojuki Morioka
- 2000 ‘‘Taijó no Szandacusa’‘ írta: Nodzsiri Hószuke
- 2001 ‘‘Asibiki Daydream’‘ írta: Kadzsio Sindzsi
- 2002 ‘‘Ginga Teikoku no Kóbó mo Fude no Ajamari’‘ írta: Tanaka Hirofumi
- 2003 ‘‘Ore va Miszairu’‘ írta: Akijama Mizuhito
- 2004 ‘‘Unaccepted Death’‘ írta: Kadzsio Sindzsi
- 2005 ‘‘Katadorareta Csikara’‘ írta: Tobi Hirotaka
- 2006 ‘‘Tadajotta Otoko’‘ írta: Ogava Isszui
- 2007 ‘‘A Furosiki and Spider’s Thread’‘ írta: Nodzsiri Hószuke
- 2008 ‘‘Csinmoku no Fly írta:’‘ írta: Nodzsiri Hószuke
- 2009 ‘‘Nankjokuten no Peer-Peer dóga’‘ írta: Nodzsiri Hószuke
- 2010 ‘‘Dzsiszei no jume’‘ írta: Tobi Hirotaka
- 2011  Ariszuma ó no aisita mamono, írta: Ogava Isszui
- 2012  Utau szenszuikan to Pia Pia dóga, írta: Nodzsiri Hószuke
- 2013  Ima súgóteki muisiki o,, írta: Kanbajasi Csóhei

### Legjobb külföldi regény
- 1970 The Crystal World írta: J. G. Ballard
- 1971 The Andromeda Strain írta: Michael Crichton
- 1972 Nightwings írta: Robert Silverberg
- 1973 The Sirens of Titan írta: Kurt Vonnegut
- 1974 Dune írta: Frank Herbert
- 1975 Up the Line írta: Robert Silverberg
- 1976...And Call Me Conrad írta: Roger Zelazny
- 1977 The Dragon Masters írta: Jack Vance
- 1978 I Will Fear No Evil írta: Robert A. Heinlein
- 1979 Ringworld írta: Larry Niven
- 1980 Rendezvous with Rama írta: Arthur C. Clarke
- 1981 Inherit the Stars írta: James P. Hogan
- 1982 The Genesis Machine írta: James P. Hogan
- 1983 Dragon's Egg írta: Robert L. Forward
- 1984 The Garments of Caean írta: Barrington J. Bayley
- 1985 The Zen Gun írta: Barrington J. Bayley
- 1986 Elric saga írta: Michael Moorcock
- 1987 Neuromancer írta: William Gibson
- 1988 Norstrilia írta: Cordwainer Smith
- 1989 Footfall írta: Larry Niven és Jerry Pournelle
- 1990 Collision with Chronos írta: Barrington J. Bayley
- 1991 The Uplift War írta: David Brin
- 1992 The McAndrew Chronicles írta: Charles Sheffield
- 1993 Tau Zero írta: Poul Anderson
- 1994 Entoverse írta: James P. Hogan
- 1995 The Fall of Hyperion írta: Dan Simmons
- 1996 Timelike Infinity írta: Stephen Baxter
- 1997 End of an Era írta: Robert J. Sawyer
- 1998 Fallen Angels írta: Larry Niven & Jerry Pournelle
- 1999 The Time Ships írta: Stephen Baxter és  Red Mars írta: Kim Stanley Robinson
- 2000 Kirinyaga írta: Mike Resnick
- 2001 Frameshift írta: Robert J. Sawyer
- 2002 There and Back Again írta: Pat Murphy
- 2003 Illegal Alien írta: Robert J. Sawyer
- 2004 Heaven's Reach írta: David Brin
- 2005 Distress írta: Greg Egan
- 2006 Diaspora írta: Greg Egan
- 2007 Mortal Engines írta: Phillip Reeve
- 2008 Brightness Falls from the Air írta: James Tiptree, Jr.
- 2009 Spin írta: Robert Charles Wilson
- 2010 The Last Colony írta: John Scalzi
- 2011 Eifelheim (regény), írta: Michael F. Flynn
- 2012 The Windup Girl, írta: Paolo Bacigalupi
- 2013  The Android's Dream, írta: John Scalzi

### Legjobb külföldi novella
- 1970 ‘‘The Squirrel Cage’‘ írta: Thomas M. Disch
- 1971 ‘‘The Poems’‘ írta: Ray Bradbury
- 1972 ‘‘The Blue Bottle’‘ írta: Ray Bradbury
- 1973 ‘‘The Black Ferris’‘ írta: Ray Bradbury
- 1974 ‘‘A Meeting with Medusa’‘ írta: Arthur C. Clarke
- 1975 ‘‘Eurema's Dam’‘ írta: R. A. Lafferty
- 1976 ‘‘Wet Paint’‘ írta: A. Bertram Chandler
- 1977 ‘‘Rozprawa’‘ írta: Stanisław Lem
- 1978 nincs díjazott
- 1979 ‘‘All The Myriad Ways’‘ írta: Larry Niven
- 1980 nincs díjazott
- 1981 ‘‘A Relic of the Empire’‘ írta: Larry Niven
- 1982 ‘‘The Brave Little Toaster’‘ írta: Thomas M. Disch
- 1983 ‘‘Nightflyers’‘ írta: George R. R. Martin
- 1984 ‘‘Unicorn Variation’‘ írta: Roger Zelazny
- 1985 nincs díjazott
- 1986 nincs díjazott
- 1987 ‘‘Press Enter■’‘ írta: John Varley
- 1988 ‘‘The Only Neat Thing To Do’‘ írta: James Tiptree, Jr.
- 1989 ‘‘Eye for Eye’‘ írta: Orson Scott Card
- 1990 ‘‘Think Blue, Count Two’‘ írta: Cordwainer Smith
- 1991 ‘‘Schrödinger's Kitten’‘ írta: George Alec Effinger
- 1992 ‘‘Tango Charlie and Foxtrot Romeo’‘ írta: John Varley
- 1993 ‘‘Groaning Hinges of the World’‘ írta: R. A. Lafferty
- 1994 ‘‘Tangents’‘ írta: Greg Bear
- 1995 ‘‘The Planet Named Shayol’‘ írta: Cordwainer Smith
- 1996 ‘‘Robot Visions’‘ írta: Isaac Asimov
- 1997 ‘‘Heads’‘ írta: Greg Bear
- 1998 ‘‘The Death of Captain Future’‘ írta: Allen Steele
- 1999 ‘‘This Year's Class Picture’‘ írta: Dan Simmons
- 2000 ‘‘Out of the Everywhere’‘ írta: James Tiptree, Jr.
- 2001 ‘‘Oceanic’‘ írta: Greg Egan
- 2002 ‘‘Story of Your Life’‘ írta: Ted Chiang és ‘‘Reasons to be Cheerful’‘ írta: Greg Egan
- 2003 ‘‘Luminous’‘ írta: Greg Egan
- 2004 ‘‘Hell is the Absence of God’‘ írta: Ted Chiang
- 2005 ‘‘And Now the News...’‘ írta: Theodore Sturgeon
- 2006 ‘‘The Human Front’‘ írta: Ken MacLeod
- 2007 ‘‘The Astronaut from Wyoming’‘ írta: Adam-Troy Castro and Jerry Oltion
- 2008 ‘‘Weather’‘ írta: Alastair Reynolds
- 2009 ‘‘The Merchant and the Alchemist's Gate’‘ írta: Ted Chiang
- 2010 ‘‘Dark Integers’‘ írta: Greg Egan
- 2011  Carry the Moon in My Pocket, írta: James Lovegrove
- 2012  The Lifecycle of Software Objects, írta: Ted Chiang
- 2013 Pocketful of Dharma, írta: Paolo Bacigalupi

### Legjobb média
- 1970 tv-sorozat The Prisoner és  Film: Charly
- 1971 tv-sorozat UFO
- 1972 The Andromeda Strain
- 1973 A Clockwork Orange
- 1974 Soylent Green
- 1975 Anime: Ucsú Szenkan Jamato
- 1976 Star
- 1977 nincs díjazott
- 1978 Solaris
- 1979 Star Wars
- 1980 Alien
- 1981 Star Wars Episode V
- 1982 nincs díjazott
- 1983 Blade Runner
- 1984 The Dark Crystal
- 1985 Kaze no tani no Nausika
- 1986 Back to the Future
- 1987 Brazil
- 1988 Onneamisz no Tubasza
- 1989 Tonari no Totoro
- 1990 Anime GunbusterTop wo Nerae!
- 1991 Ginga Ucsú Odyssey
- 1992 Terminator 2
- 1993 Anime Mama va Sógaku 4 Nenszei
- 1994 Jurassic Park
- 1995 Zeiram 2
- 1996 Gamera Daikaidzsu Kucsu Kesszen
- 1997 Gamera2 Legion Szjurai
- 1998 Ultraman Tiga
- 1999 Kido Szenkan Nadesziko
- 2000 Anime Cowboy Bebop
- 2001 Video game Gunparade March
- 2002 Kamen Rider Kuuga
- 2003 Anime Hosi no Koe
- 2004 The Lord of the Rings: The Two Towers
- 2005 Anime Planetes
- 2006 Tokuszou Szentai Dekaranger
- 2007 The Girl Who Leapt Through Time
- 2008 Anime Dennó Coil
- 2009 Anime Macross Frontier
- 2010 Summer Wars
- 2011 District 9 (film)
- 2012 Mahó  Sódzso Madoka Magika (anime)
- 2013 Bodacious Space Pirates (anime)

### Legjobb képregény
- 1978 Terra e... írta: Takemija Keiko
- 1979 Fudzsóri Nikki írta: Azuma Hideo
- 1980 Star Red írta: Hagio Moto
- 1982 Kibun va mou szenszou írta: Otomo Kacuhiro
- 1983 Gin no Szankaku írta: Hagio Moto
- 1984 Dómu írta: Otomo Kacuhiro
- 1985 X + Y írta: Hagio Moto
- 1986 Appleseed írta: Sirov Maszamune
- 1987 Uruszei Jacura írta: Takahasi Rumiko
- 1988 Kjúkjoku Csódzsin R írta: Júki Maszami
- 1989 Ningjo no Mori írta: Takahasi Rumiko
- 1990 So What? írta: Vakacuki Megumi
- 1991 Ucsú Daizakka írta: Jokojama Eidzsi
- 1992 Jamataika írta: Hosino Jukinobu
- 1993 OZ írta: Icuki Nacumi
- 1994 DAI-HONYA írta: Tori Miki és Grant Leauvas Monogatari írta: Sitó Kjóko
- 1995 Kaze no Tani no Nausika írta: Mijazaki Hajao
- 1996 ParaszjteKiszeidzsú írta: Ivaaki Hitosi
- 1997 Usio to Tora írta: Fudzsita Kazuhiro
- 1998 SF Taisó írta: Tori Miki
- 1999 Runnahime Hourouki írta: Jokojama Eidzsi
- 2000 Itihaasza írta: Mizuki Vakako
- 2001 Cardcaptor Szakura írta: Clamp
- 2002 Planetes írta: Jukimura Makoto
- 2003 Chronoeyes írta: Haszegava Júicsi
- 2004 Kanata Kara írta: Hikava Kjóko
- 2005 Bremen II írta: Kavahara Izumi
- 2006 Onmjodzsi, írta: Okano Reiko
- 2007 Jokohama Kaidasi Kikó írta: Asinano Hitosi
- 2008 *20th Century Boys írta: Urasava Naoki
- 2009 Trigun Maximum írta: Nightov Jaszuhiro
- 2010 Pluto írta: Urasava Naoki, Tezuka Oszamu, Nagaszaki Takasi, Tezuka Makoto és Tezuka Productions
- 2011 Fullmetal Alchemist írta: Arakava Hiromu
- 2012 Kidó  sensi gandamu, írta:  Jasuhiko Josikazu
- 2013  Hosi o cugumono,  írta:  Hosino  Jukinobu

### Legjobb művész
- 1979 Naodzsuki Kato
- 1980 Ourai Norijoshi
- 1981 Jaszuhiko Josikazu
- 1982 Nagaoka Suszei
- 1983 -
- 1986 Amano Jositaka
- 1987 Szatou Micsiaki
- 1988 Szuemi Dzsun
- 1989 Kato Hirojuki & Gotou Keiszuke
- 1990 Micsihara Kacumi
- 1991 Jokojama Eidzsi
- 1992 Sirov Maszamune
- 1993 Mizutama Keinodzsó
- 1994 Joneda Hitosi
- 1995 Mizutama Keinodzsó
- 1996 Jamada Akihiro
- 1997 Kaida Judzsi
- 1998 Mizuki Sigeru
- 1999 Akai Takami
- 2000 Curuta Kendzsi
- 2001 Curuta Kendzsi
- 2002 Terada Kacuja
- 2003 Sinkai Makoto
- 2004 Nisidzsima Daiszuke
- 2005 Sinkai Makoto
- 2006 Murata Range
- 2007 Amano Jositaka
- 2008 Naodzsuki Kato
- 2009 Naodzsuki Kato
- 2010 Naodzsuki Kato
- 2011 Naodzsuki Kato
- 2012 Vasio Naohiro
- 2013 Curuta Kendzsi

### Legjobb nem-sci-fi
- 1985 Kószeiki no szekai, írta: Isihara Fudzsio
- 1986 Tokuszacu Hero Retszuden, írta: Ikeda Noriaki
- 1987 Isihara Hakasze no SF Kenkjúsicu, írta: Isihara Fudzsio
- 1988 Wizardry nikki, írta: Yano Tecu
- 1989 Space Opera no kakikata, írta: Noda Maszahiro
- 1990 Future Magic, írta: Robert L. Forward
- 1991 SF Handbook, kiadó: Hajakava Sobó Editorial Office
- 1992 Densi Rikkoku Nippon no Dzsidzsoden (tv-sorozat ), írta: NHK
- 1993 The Minds of Billy Milligan, írta: Daniel Keyes
- 1994 Jaszasii Ucsú Kaihacu Njúmon, írta: Noda Maszahiro
- 1995 Itosino Wonderland, írta: Noda Maszahiro
- 1996 Tondemo-bon no szekai, kiadó: Togakkai
- 1997 Tondemo-bon no gjakusú, kiadó: Togakkai
- 1998 Honda P series Walking Humanoid Robot P2, tervezte és gyártotta: Honda
- 1999 Ucsú o Kúszó sitekita Hitobito, írta: Noda Maszahiro
- 2000 AIBO, tervezte és gyártotta: Sony Corporation
- 2001 Motto szugoi kagaku de mamorimaszu!, írta: Haszegava Júicsi
- 2002 NHK Sónen Drama Series no Szubete, írta: Maszujama Hiszaaki
- 2003 Passport to the Universe, írta: Szaszamoto Júicsi
- 2004 Passport to the Universe 2, írta: Szaszamoto Júicsi
- 2005 Maeda Kenszecu Fantasy Eigjobu, írta: Maeda Corporation
- 2006 Disappearance Diary, írta: Azuma Hideo
- 2007 Passport to the Universe 3, írta: Szaszamoto Júicsi
- 2008 Hosi Sinicsi: 1001 Wa o Cukutta Hito, írta: Szaisó Hazuki
- 2009 Szekai no SF ga jattekita! Nippon con file 2007, kiadó: Science Fiction and Fantasy Writers of Japan
- 2010 Nihon SF Szeisinsi, írta: Nagajama Jaszuo
- 2011 Sza va szaienszu no sza,  írta: Sikano Cukasza
- 2012  Azuma Hideo szótokusú--- Bisódzso, SF, fudzsóri gjagu, sosite sisszó, kiadó: Kavade Sobo Sinsa
- 2013  The Present and Future of CGM: The World Opened Up by Hacune Miku, Nico Nico Douga, and PIAPRO, kiadó: Information Processing Society of Japan

### Különdíj
- 2002:  H-IIA hordozórakéta első tesztelése, Japan Aerospace Exploration Agency
- 2003: Humanoid Robotics Project, Izubucsi Jutaka és Kavada Industries
- 2004: Royal Science Museum Series 1,: Okada Tosio
- 2005: Japán pavilonja a 9. Velencei Építészeti Biennálén, Japan Foundation, Kaicsiró Morikava
- 2006: A Hayabusa űrszonda sikeres landolása a 25143 Itokawa kisbolygón, Japan Aerospace Exploration Agency
- 2007: M-V hordozórakéta,  Japan Aerospace Exploration Agency
- 2008 Hacune Miku virtuális lányfigura, rajzolta: KEI mangaka, énekhangját a Crypton Future Media fejlesztette
- 2009: Nem osztottak díjat.
- 2010: Gundam anime sorozat 30 éves évfordulója, Sunrise Inc. és Nomura Co., Ltd.
- 2011: A Hayabusa mintavevő űrszonda visszatérése a földre, Japan Aerospace Exploration Agency
- 2012: Nem osztottak díjat
- 2013:  Indukált pluripotens őssejtek (iPS) – Center for iPS Cell Research and Application, Kyoto University

### Speciális díj
- 1982 Ucsúdzsin as Japanese Oldest Sci-fi Fanzine
- 1989 Tezuka Oszamu
- 2005 Jano Tecu
- 2007 Jonezava Josihiro
- 2008 Noda Kóicsiró (Noda Maszahiro)
- 2010 Sibano Takumi
- 2011 Komacu Szakjó

## Fordítás
- Ez a szócikk részben vagy egészben  a   Seiun Award című angol Wikipédia-szócikk fordításán alapul.  Az eredeti cikk szerkesztőit annak laptörténete sorolja fel. Ez a jelzés csupán a megfogalmazás eredetét és a szerzői jogokat jelzi, nem szolgál a cikkben szereplő információk forrásmegjelöléseként.